# تحصیل اتک
تحصیل اتک (به انگلیسی: Attock Tehsil) یک تحصیل در پاکستان است که در پنجاب واقع شده‌است.